# Safia barata
Safia barata là một loài bướm đêm trong họ Noctuidae.